# Falsocularia annulicornis
Falsocularia annulicornis là một loài bọ cánh cứng trong họ Cerambycidae.